# Józef Gollenhofer
Józef Gollenhofer (ur. 21 listopada 1886 w Krakowie, zm. 10 czerwca 1909 tamże) – historyk polski, badacz XIX-wiecznych dziejów Polski.

## Życiorys
Uczęszczał do Gimnazjum św. Anny w Krakowie, w 1904 rozpoczął studia historyczne na Uniwersytecie Jagiellońskim pod kierunkiem Wiktora Czermaka. Przez krótki czas pod koniec życia pracował jako aplikant w krakowskim Archiwum Akt Dawnych.
Był pierwszym polskim badaczem, który ogłosił pracę na temat powstania krakowskiego (Rewolucja krakowska 1848 r., 1908). Zamierzał poświęcić się badaniom nad czasami Księstwa Warszawskiego i Królestwa Kongresowego, czemu na przeszkodzie stanęła przedwczesna śmierć na gruźlicę. Przygotował pracę Oblężenie Zamościa w r. 1813, która pozostała w rękopisie. Pośmiertnie, staraniem Koła Historyków Uniwersytetu Jagiellońskiego (z którym Gollenhofer był związany i któremu zapisał swoją biblioteczkę), ukazała się praca Polityczna strona działalności Maurycego Mochnackiego (1803-1830) (Kraków 1910).